# О церемониях
О церемониях (др.-греч. Περί τῆς Βασιλείου Τάξεως — «О царском устройстве») — сборник описаний церемониального протокола византийского императорского двора. Книгу часто обозначают её сокращённым латинским названием De Ceremoniis или полным: De Ceremoniis Aulæ Byzantinæ — «О церемониях византийского двора».
Книга была составлена для императора Константина VII Багрянородного (913—959) и частично обновлена или дополнена при Никифоре II Фоке (963—969), возможно под надзором Василия Лекапена, императорского паракимомена. Единственная сохранившаяся рукопись XI-ХII в. хранится в библиотеке Лейпцигского университета.
Книга полностью описывает придворные ритуалы, часто с поминутной детализацией, с точки зрения распорядителей двора, описывая, как они должны проводить их, излагая остальные вопросы постольку, поскольку они имеют отношение к повседневным делам дворца. Таким образом, это было учебное пособие, содержащее консультации и указания для высших византийских чиновников и придворных.
В главе 15-й книги II описан приём княгини Ольги, которая названа «Э́льгой, архонтиссой Роси́и» (греч. "Ελγας της άρχοντίσσης 'Ρωσίας).
Книга включает ряд приложений, имеющих самостоятельную ценность. Одно из них — «Три трактата об императорских военных экспедициях», учебник военного искусства, написанный Константином VII для своего сына и наследника Романа II.

## Издания
- Constantini Porphyrogeniti libri II. de ceremoniis aulae Byzantinae (Leipzig, 1751—1766, ed. J. J. Reiske), vol. iii. (Bonn, 1829)
- Patrologia Graeca 112 Архивная копия от 20 декабря 2016 на Wayback Machine